# Вышка (Кировская область)
 Вышка  — деревня в Афанасьевском районе Кировской области в составе Бисеровского сельского поселения.

## География
Расположена на расстоянии примерно 33 км на север по прямой от районного центра поселка  Афанасьево на правобережье реки Кама.

## История
Деревня известна с 1950 года, когда в ней (тогда Вышкинская) было учтено 19 хозяйств и 56 жителей, в 1978 году уже деревня Вышка, в 1989 отмечено 17 жителей .  

## Население
Постоянное население составляло 16 человек (русские 96%) в 2002 году, 9 в 2010.